# غارب زاهر (وشحة)

تعديل مصدري - تعديل

غارب زاهر هي إحدى قرى عزلة ضاعن بمديرية وشحة التابعة لمحافظة حجة، بلغ تعداد سكانها 121 نسمة حسب تعداد اليمن لعام 2004.